# Asystasiella
Asystasiella là chi thực vật có hoa trong họ Acanthaceae.

## Các loài
- Asystasiella africana S.Moore
- Asystasiella atroviridis (T.Anderson) Lindau
- Asystasiella chinensis (S.Moore) E.Hossain
- Asystasiella neesiana (Wall.) Lindau